# AARP The Magazine
AARP The Magazine este o revistă americană bi-lunară tipărită de organizația pensionarilor din Statele Unite (AARP) începând din anul 1958. Până în anul 2003, revista se numea Modern Maturity. Revista avea un tiraj de 23,5 milioane exemplare în primăvara anului 2008. AARP The Magazine este adresată membrilor organizației, și tratează subiectele de interes specifice acestei categorii de vârstă.